# Orientální roler
Orientální roler je plemeno holuba domácího typické svým akrobatickým letem. Patří mezi nadanější válivé rejdiče, za letu provádí jednotlivé i opakované přemety vzad, přičemž po šňůře padá k zemi. Je to středně velký holub se zdviženým ocasem a pokleslými křídly. Zvláštností je, že mu chybí kostrční žláza.
Plemeno je chováno ve dvou chovných směrech: sportovním a výstavním. Sportovní orientální roleři jsou chováni pro závody akrobatických rejdičů, při kterých je vypuštěno hejno ptáků a hodnotí se počet přemetů během dvaceti minut.
Zvláště výstavní orientální roler se může řadit do skupiny tzv. postavových rejdičů, se kterými má mnoho společných znaků, především vztyčený ocas a křídla nesená pod ocasem. Hlava orientálního rolera je kulatá, s mírně vyklenutým čelem, vždy bez chocholky. Oči jsou perlové, obkroužené nevýraznými obočnicemi. Zobák je středně dlouhý. Ocas orientálního rolera je tvořen minimálně 14 a nejvíce 18 rýdovacími pery, žádoucím znakem jsou tzv. dvojpera. Většinou je bezrousý, ale může být i punčoškatý nebo může mít krátké rousky. Původní typickou barvou opeření byla tzv. mandlová barva. V současnosti je uznaných barevných rázů orientálních rolerů mnoho, nejrozšířenější jsou roleři pruhoví a kapratí v červené barevné řadě a tmaváci v černé, stříbřité, červené i žluté barvě, recesivně červení a žlutí, tygři, již zmínění mandloví, stříkaní a bílí.
V seznamu plemen EE a v českém vzorníku plemen náleží mezi rejdiče a to pod číslem 0850.

## Galerie

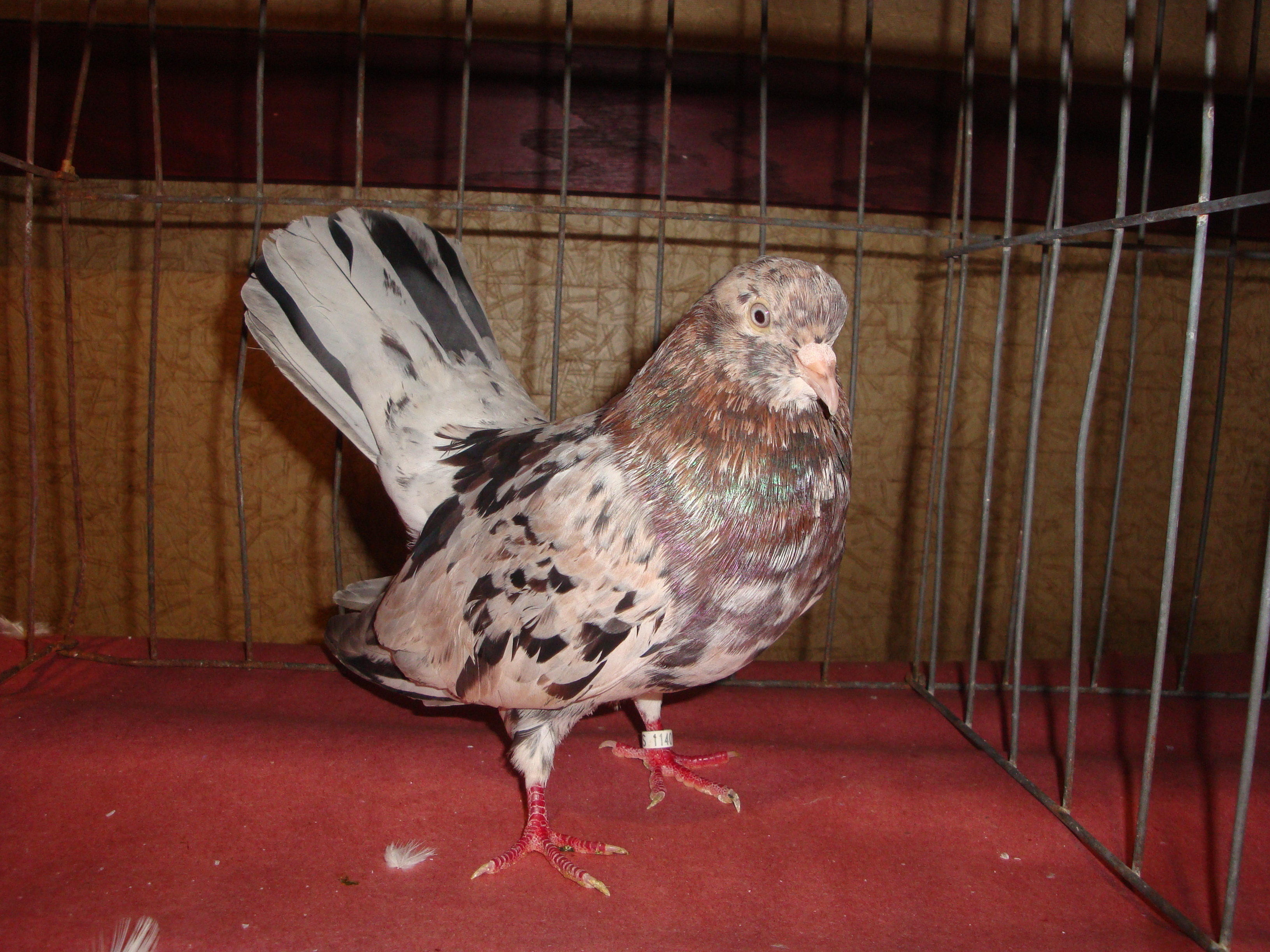
Mandlový orientální roler
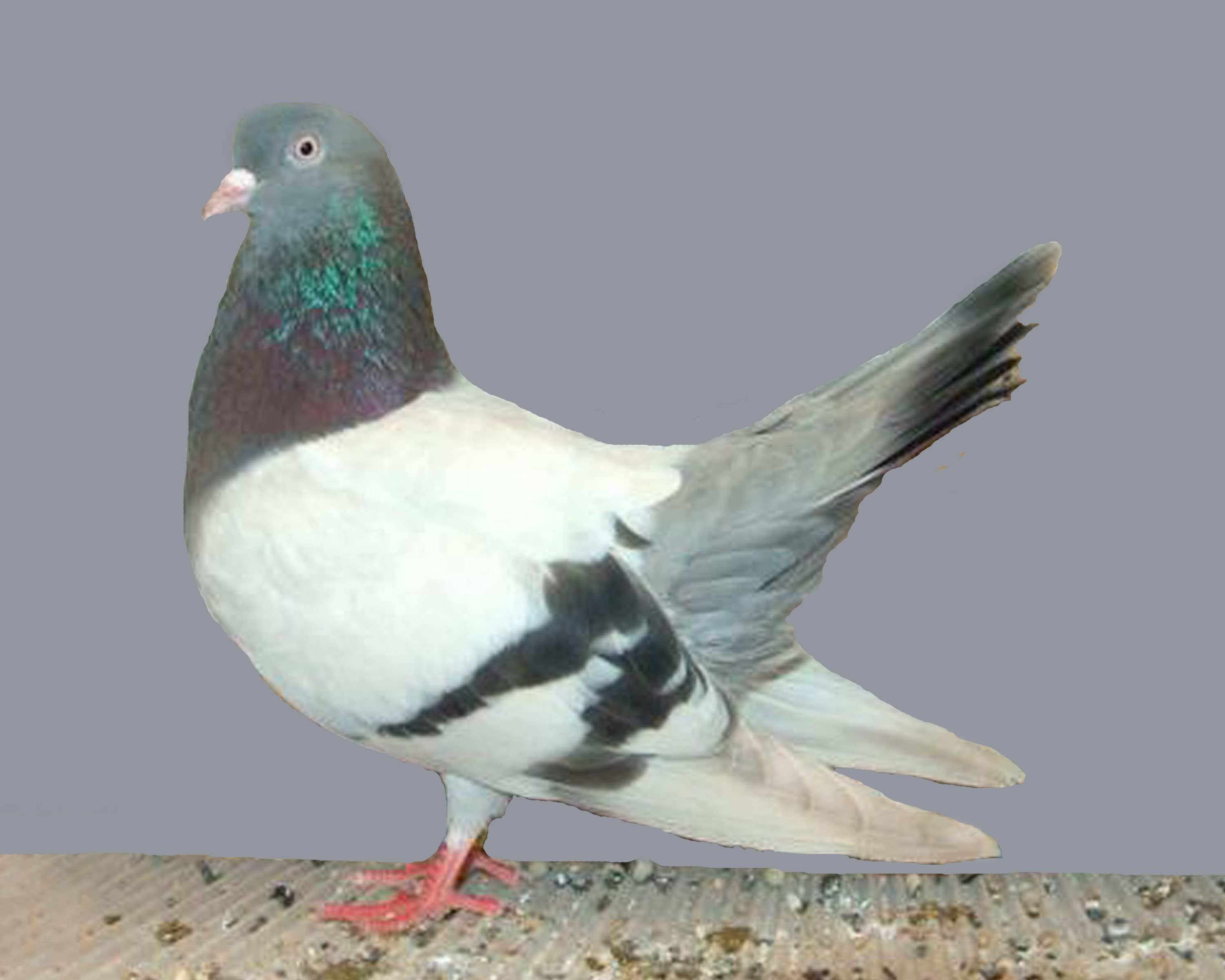
Orientální roler modrý pruhový
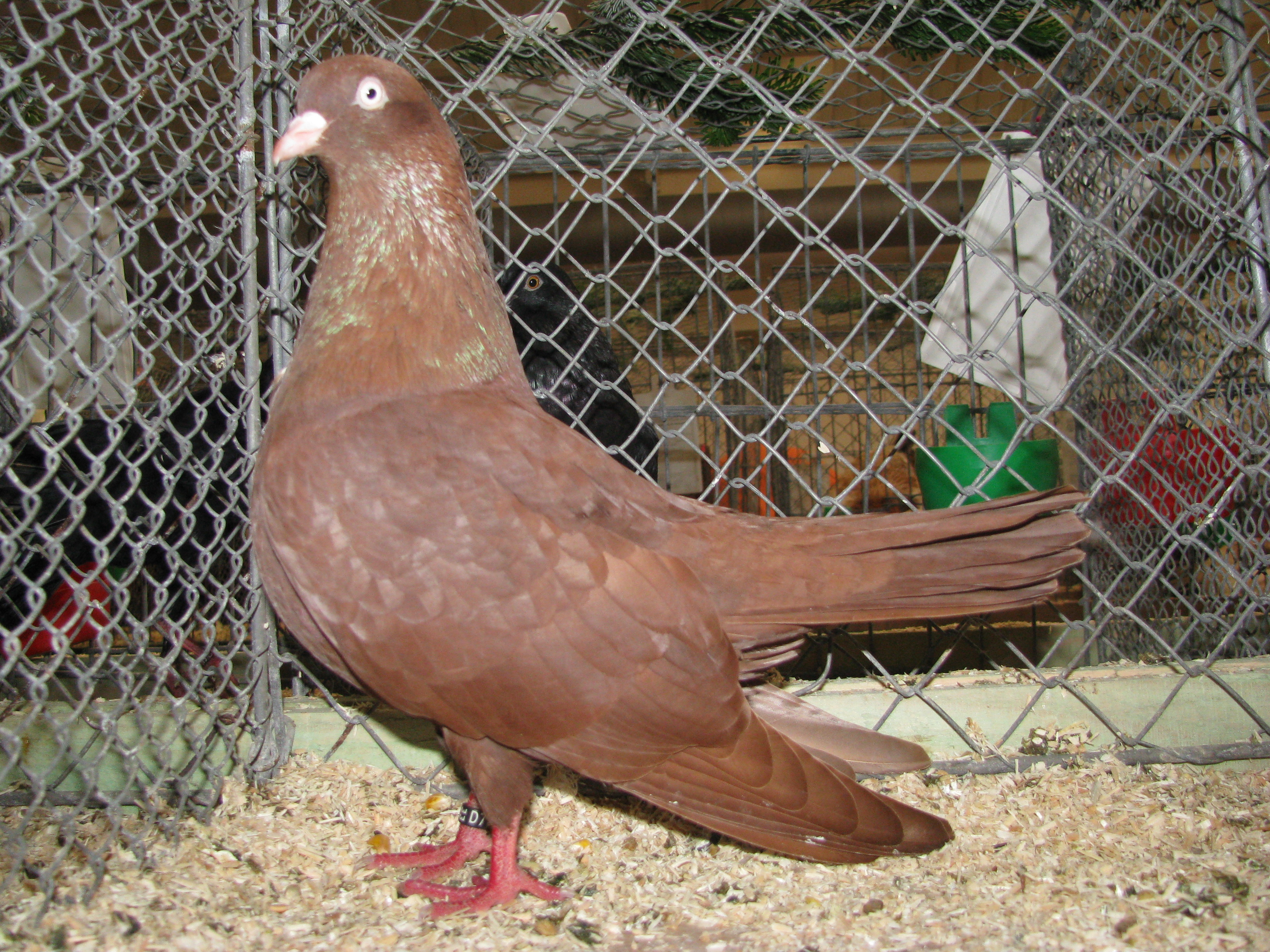
Orientální roler červený